# フロリナ県

フロリナ県
Περιφερειακή ενότητα Φλώρινας

フロリナ県（フロリナけん、Περιφερειακή ενότητα Φλώρινας）は、ギリシャ共和国の西マケドニア地方を構成する行政区（ペリフェリアキ・エノティタ）のひとつ。県都はフロリナ（Φλώρινα / Flórina）。

## 地理

### 位置・広がり
フロリナ県は、東にペラ県、南にコザニ県、南西にカストリア県にそれぞれ接し、また県の西部はアルバニアのデヴォル県、およびコルチャ県と接している。さらに県の北部は北マケドニア共和国のビトラおよびレセンに接する。

### 地勢
フロリナ県の南西部にはアリャクモナス川が流れている。また、県内にはヴェルノ山脈（2,128m）、ヴァルヌス山脈（2,117m）、ヴォラス山脈（2,524m）が横たわっている。

## 社会

### 言語

非ギリシャ語話者のいる地域

フロリナ県では、様々な言語が話されており、公用語である現代ギリシャ語の他に、マケドニア方言、ポントス方言や、アルーマニア語、ロマ語、アルバリシュト語（アルバニア語のギリシャ方言）などが話されている。また、地方の住民のうち約64%がマケドニア語を話すとも言われている。それゆえに、多くの住民はバイリンガルである。

### 産業・経済
フロリナ県は農業がさかんであり、主にトウガラシやモモなどを生産している。また、ジュース製造会社もフロリナにある。

## 行政区画

フロリナ県

### 市（ディモス）
フロリナ県は、以下の自治体（ディモス、市）から構成される。面積の単位はkm²、人口は2001年国勢調査時点。
|   | 自治体名   | 綴り     | 政庁所在地    | 面積  | 人口   |
| - | ---------- | -------- | ------------- | ----- | ------ |
| 1 | フロリナ   | Φλώρινα  | フロリナ (el) | 827.6 | 33,282 |
| 2 | アミンデオ | Αμύνταιο | アミンデオ    | 599.6 | 18,975 |
| 3 | プレスペス | Πρέσπες  | レモス        | 504.2 | 2,511  |

### 旧自治体（ディモティキ・エノティタ）

フロリナ県の旧自治体（1999年 - 2010年）

カリクラティス改革（2011年1月施行）以前の広域自治体（ノモス）としてのフロリナ県（Νομός Φλώρινας）は、以下の基礎自治体（ディモス）から構成されていた。改革後、旧自治体は新自治体（ディモス）を構成する行政区（ディモティキ・エノティタ）となっている。
下表の番号は右図と対応している。「旧自治体」欄で※印を付したものはキノティタ、それ以外はディモス。「政庁所在地」欄で太字になっているものは、新自治体の政庁所在地となったものを示す。
|    | 旧自治体         | 綴り          | 政庁所在地     | 新自治体   |
| -- | ---------------- | ------------- | -------------- | ---------- |
| 1  | フロリナ         | Φλώρινα       | フロリナ       | フロリナ   |
| 2  | アエトス         | Αετός         | アエトス       | アミンデオ |
| 3  | アミンデオ       | Αμύνταιο      | アミンデオ     | アミンデオ |
| 4  | カト・クリネス   | Κάτω Κλεινές  | カト・クリネス | フロリナ   |
| 5  | メリティ         | Μελίτη        | ネオ・ホラキ   | フロリナ   |
| 6  | ペラスマ         | Πέρασμα       | ペラスマ       | フロリナ   |
| 7  | プレスペス       | Πρέσπες       | レモス         | プレスペス |
| 8  | フィロタス       | Φιλώτας       | フィロタス     | アミンデオ |
| 9  | ヴァリコ ※       | Βαρικό        | ヴァリコ       | アミンデオ |
| 10 | クリスタロピギ ※ | Κρυσταλλοπηγή | クリスタロピギ | プレスペス |
| 11 | レホヴォ ※       | Λέχοβο        | レホヴォ       | アミンデオ |
| 12 | ニンフェオ ※     | Νυμφαίο       | ニンフェオ     | アミンデオ |

## 観光
- フロリナ考古学博物館
- フロリナ・ビザンツ博物館
- フロリナ現代美術館
- ピソデリ・スキー場
- プレスパ湖

## ラジオ
- ERAフロリナ

## 交通
- 国道2号線
- 国道3号線
- 国道15号線

## 参考
- Roudometof, Victor (2002). Collective Memory, National Identity, and Ethnic Conflict: Greece, Bulgaria, and the Macedonian Question. Greenwood Publishing Group. pp. 124. ISBN 0275976483
- Usage des langues minoritaires dans les départements de Florina et d’Aridea (Macédoine); Riki Van Boeschoten